# Desastre ferroviário de Moimenta-Alcafache
O Desastre Ferroviário de Moimenta-Alcafache ou Desastre Ferroviário de Alcafache foi um grave acidente ferroviário ocorrido na Linha da Beira Alta, em Portugal, em 11 de Setembro de 1985. Este acidente foi o pior desastre ferroviário ocorrido no país.

## Contexto

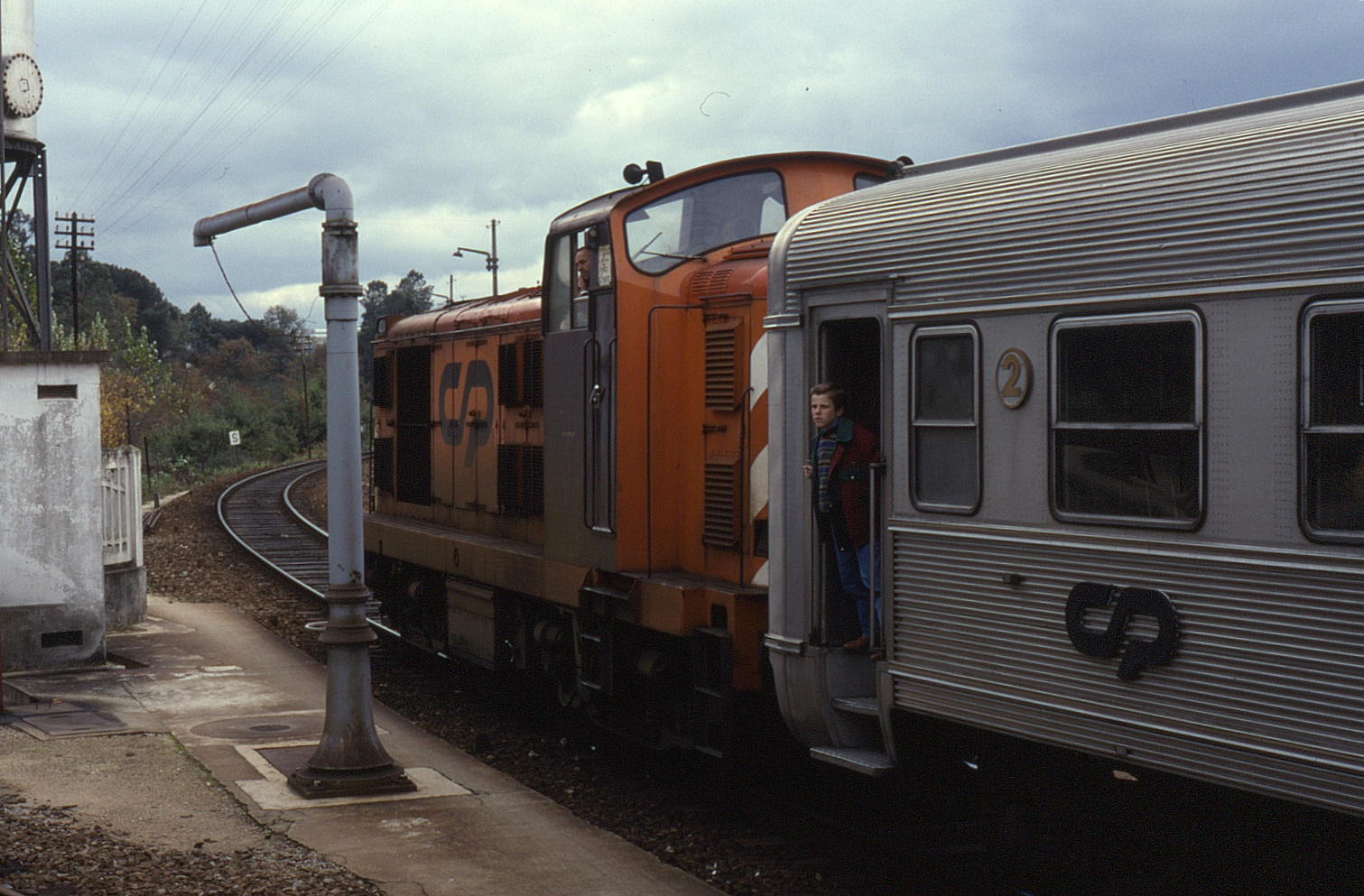
Uma locomotiva da Série 1400 puxando uma vagão de passageiros Sorefame, ambas similares às que formavam o comboio Regional envolvido no acidente.

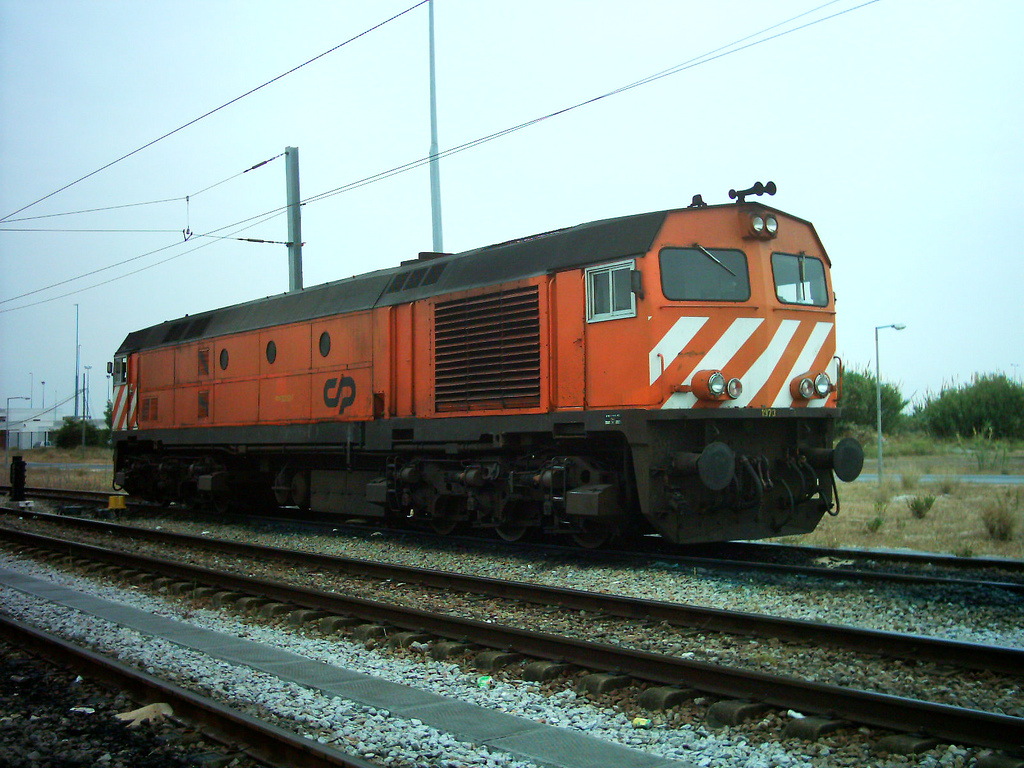
Uma locomotiva da Série 1960, semelhante à que puxava a composição do Rápido Internacional envolvido no acidente.

O acidente deu-se junto ao Apeadeiro de Moimenta-Alcafache, na freguesia de Moimenta de Maceira Dão, no concelho de Mangualde. Este apeadeiro situa-se entre as estações de Nelas e Mangualde, numa zona de via única.
O acidente envolveu duas composições de passageiros, o "Rápido Internacional 314/315" (complemento ao Sud Expresso), efetuando o serviço internacional entre o Porto e Paris, que circulava com 18 minutos de atraso; a outra fazia o serviço regional 1324, na direcção de Coimbra. A composição regional 1324 era composta pela locomotiva número 1439, da Série 1400 dos Caminhos de Ferro Portugueses, e por seis ou sete carros, construídas pela companhia das Sociedades Reunidas de Fabricações Metálicas; o rápido internacional era formado por uma locomotiva Série 1960, com o número 1961, e por cerca de doze carruagens. No total, viajavam cerca de 460 passageiros.

## Acidente
O serviço regional 1324, com paragem em todas as estações e apeadeiros, chegou à estação de Mangualde, onde deveria permanecer até fazer o cruzamento com o Internacional. No entanto, e não obstante o facto de se terem dado ordens para que a prioridade na circulação fosse atribuída ao serviço internacional, o regional continuou viagem, estimando que o atraso na marcha do Internacional fosse suficiente para a chegada à estação de Nelas, onde, então, se poderia fazer o cruzamento. No entanto, o outro serviço estava circulando com um atraso menor do que o esperado; considerando, erroneamente, que a via estava livre até à estação de Mangualde, também continuou viagem. Após a partida, o chefe da estação de Nelas telefonou para a estação de Moimenta-Alcafache, para avisar da partida do Internacional, sendo, então, informado, que o serviço Regional já se encontrava a caminho. Prevendo que as composições iriam colidir, tentou avisar a guarda-barreira de uma passagem de nível entre ambas as estações, de modo a que esta parasse a composição através da ostentação de uma bandeira ou da colocação de petardos na via; no entanto, esta manobra não foi possível, porque o comboio já ali tinha passado.
Por volta das 18h37m houve a colisão entre as duas composições, a uma velocidade aproximada de 100 quilómetros/hora. O choque destruiu as locomotivas e alguns vagões em ambas as composições, e provocou vários incêndios devido ao combustível presente nas locomotivas e nos sistemas de aquecimento dos carros de passageiros. Devido ao facto de os materiais utilizados nas vagões não serem à prova de chamas, o fogo propagou-se rapidamente, produzindo grandes quantidades de fumaça.
Logo após o acidente, gerou-se o pânico entre os passageiros, que tentaram sair da composição. Várias pessoas, entre elas crianças, ficaram presas nos destroços, tendo sido socorridos por outros passageiros; outros não conseguiram sair a tempo, morrendo carbonizados  ou asfixiados.

## Reacção das equipas de salvamento e rescaldo
O alerta foi dado por uma ambulância dos Bombeiros Voluntários de Aguiar da Beira que se encontrava a circular na Estrada Nacional 234, nas proximidades do local do acidente. Apesar de os serviços de salvamento terem chegado apenas escassos minutos após o acidente, a situação no local era caótica, com incêndios no material circulante e na floresta em redor, vários feridos e passageiros em pânico.
Estima-se que, neste acidente, tenham falecido cerca de 150 pessoas, embora as circunstâncias do acidente e a falta de controlo sobre o número de passageiros em ambos os serviços impeçam uma contagem exacta do número de vítimas mortais. A estimativa oficial aponta para 49 mortos, dos quais apenas catorze foram identificados, continuando ainda 64 passageiros oficialmente desaparecidos.
A maior parte dos restos mortais que não foram identificados foi sepultada numa vala comum junto ao local do desastre, aonde também foi erguido um monumento em memória das vítimas e das equipas de salvamento.

## Investigação
Apurou-se que os chefes das estações não comunicaram entre si, e ao posto de comando de Coimbra, como estava regulamentado, a alteração do local de cruzamento de Mangualde para Nelas; tivesse isto sido feito, a discrepância na circulação teria sido notada, e uma das composições teria ficado parada na estação, de modo a se fazer o cruzamento em segurança.
Por outro lado, devido à falta de um equipamento próprio, revelou-se impossível comunicar com os comboios envolvidos; a única forma de avisar os condutores era através da sinalização, e da instalação de petardos na via, o que, neste caso, não se revelou suficiente. Tivesse isto sido realizado, as composições poderiam ter sido paradas nas estações. O sistema de comunicação utilizado na altura naquele troço, denominado Cantonamento Telefónico, dependia do uso de telefones para transmitir informações entre as estações e o centro de comando.
Após o acidente, foram instalados sistemas mais avançados de segurança, sinalização e controlo de tráfego, como o Controlo de Velocidade, permitindo uma maior eficiência e segurança nas operações ferroviárias, e fazendo com que acidentes como este sejam praticamente impossíveis de acontecer; por outro lado, a introdução de sistemas de rádio-solo permitiu uma comunicação directa entre os maquinistas e as centrais de controlo, e foi proibida a utilização de materiais que facilitem a propagação de chamas nos comboios.

## Cronologia
- 11 de Setembro

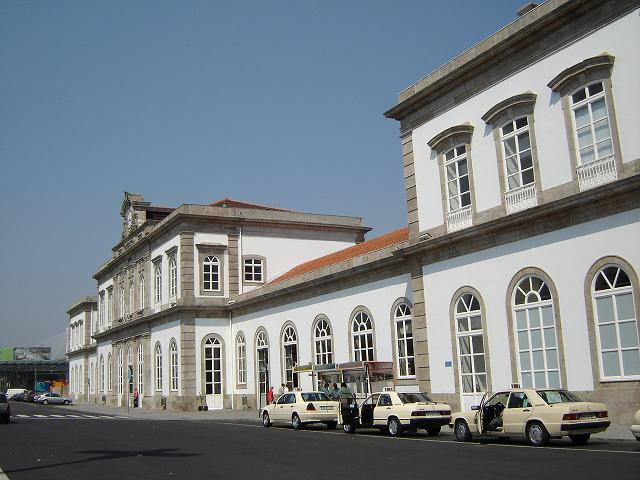
Estação Ferroviária de Porto-Campanhã, em 2004.

  - 15h57m: Parte da Estação Ferroviária de Porto-Campanhã, com 17 minutos de atraso,[3] a composição internacional número 315, com destino a Pampilhosa, e aí seguir para Vilar Formoso, de onde iria seguir viagem para Espanha e França[8]
  - 16h55m: Parte, à hora prevista, a composição regional número 1324, da Estação Ferroviária da Guarda, com destino a Coimbra.[2]
  - 18h19m: Hora suposta a que o serviço internacional devia chegar à Estação Ferroviária de Nelas;[8] no entanto, chegou com um ligeiro atraso, tendo conseguido recuperar algum do tempo perdido na saída do Porto durante a viagem.
  - 18h23m: O serviço regional chega à estação de Mangualde, com pouco ou nenhum atraso. Aqui, em circunstâncias normais, deveria ter aguardado pelo cruzamento com o serviço número 315; no entanto, prossegue viagem até à Estação de Alcafache, para onde o cruzamento foi mudado.
  - 18h31m: Hora suposta a que o serviço internacional deveria chegar à Estação Ferroviária de Mangualde.[8]
  - 18h34m: Hora à qual o serviço regional deveria ter chegado à Estação de Alcafache, se o cruzamento se tivesse efectuado em Mangualde, como normalmente.[8] Prossegue a marcha, pois o cruzamento com o serviço internacional foi de novo alterado, para a Estação de Nelas.
  - 18h37m: Dá-se a colisão entre as duas composições, entre o actual apeadeiro de Moimenta-Alcafache e a Estação de Nelas.[3]
  - 18h41m: Hora suposta a que o serviço regional deveria ter chegado à Estação de Nelas.[8]

- 13 de Setembro
  - 16h30m: Providenciou-se o enterro de restos mortais não identificados no Cemitério de Mangualde, segundo ordens do Ministério da Justiça.[3]

- 14 de Setembro
  - Dá-se a recolha dos últimos restos mortais e desinfestação do local.[3]

- 16 de Setembro
  - É restabelecida a circulação ferroviária no troço em que se deu o acidente. É publicado, no periódico Correio da Manhã, o balanço provisório deste desastre: 8 mortos, 170 feridos, 110 sobreviventes e 64 desaparecidos.[3]

- 18 de Setembro
  - Passa o primeiro serviço Internacional neste troço, após o acidente. Nele circulam 61 sobreviventes do desastre, com destino a França.[3]